# Footballeur asiatique de l'année
Le prix de footballeur asiatique de l'année (Sanyo Player of the Year Award) est un prix officiellement décerné depuis 1994 par la Confédération asiatique de football. 
Avant 1994 son attribution se basait sur des critères non officiels. Les lauréats de 1988 et 1993 furent désignés par l'International Federation of Football History & Statistics. Ceux de 1993 furent sélectionnés en fonction de leurs performances durant la saison 1992, mais fut décerné avec un an de retard.

## Palmarès

### Masculin
| Année | Footballeur         | Pays                | Club                  |
| ----- | ------------------- | ------------------- | --------------------- |
| 1988  | Ahmed Radhi         | Irak                | Al-Rasheed            |
| 1989  | Kim Joo-sung        | Corée du Sud        | Daewoo Royals         |
| 1990  | Kim Joo-sung        | Corée du Sud        | Daewoo Royals         |
| 1991  | Kim Joo-sung        | Corée du Sud        | Daewoo Royals         |
| 1992  | Pas de récompense   | Pas de récompense   | Pas de récompense     |
| 1993  | Kazuyoshi Miura     | Japon               | Verdy Kawasaki        |
| 1994  | Saeed Owairan       | Arabie saoudite     | Al Shabab Riyad       |
| 1995  | Masami Ihara        | Japon               | Yokohama Marinos      |
| 1996  | Khodadad Azizi      | Iran                | Bahman FC             |
| 1997  | Hidetoshi Nakata    | Japon               | Bellmare Hiratsuka    |
| 1998  | Hidetoshi Nakata    | Japon               | Perugia Calcio        |
| 1999  | Ali Daei            | Iran                | Hertha Berlin         |
| 2000  | Nawaf Al Temyat     | Arabie saoudite     | Al Hilal Riyad        |
| 2001  | Fan Zhiyi           | Chine               | Dundee FC             |
| 2002  | Shinji Ono          | Japon               | Feyenoord Rotterdam   |
| 2003  | Mehdi Mahdavikia    | Iran                | Hambourg SV           |
| 2004  | Ali Karimi          | Iran                | Al Ahli Dubaï         |
| 2005  | Hamad al-Montashari | Arabie saoudite     | Al Ittihad Djeddah    |
| 2006  | Khalfan Ibrahim     | Qatar               | Al Sadd Doha          |
| 2007  | Yasser Al-Qahtani   | Arabie saoudite     | Al Hilal Riyad        |
| 2008  | Server Djeparov     | Ouzbékistan         | FC Bunyodkor          |
| 2009  | Yasuhito Endō       | Japon               | Gamba Osaka           |
| 2010  | Saša Ognenovski     | Australie           | Seongnam Ilhwa Chunma |
| 2011  | Server Djeparov     | Ouzbékistan         | Al Shabab Riyad       |
| 2012  | Lee Keun-ho         | Corée du Sud        | Ulsan Hyundai FC      |
| 2013  | Zheng Zhi           | Chine               | Guangzhou Evergrande  |
| 2014  | Nasser Al-Shamrani  | Arabie saoudite     | Al Hilal Riyad        |
| 2015  | Ahmed Khalil        | Émirats arabes unis | Al-Ahli               |
| 2016  | Omar Abdulrahman    | Émirats arabes unis | Al Ain Club           |
| 2017  | Omar Kharbin        | Syrie               | Al Hilal Riyad        |

| Pays                | Nombre de titres |
| ------------------- | ---------------- |
| Japon               | 6                |
| Iran                | 4                |
| Arabie saoudite     | 4                |
| Corée du Sud        | 4                |
| Ouzbékistan         | 2                |
| Chine               | 2                |
| Émirats arabes unis | 2                |
| Irak                | 1                |
| Qatar               | 1                |
| Australie           | 1                |
| Syrie               | 1                |

### Féminin
| Année | Footballeuse    | Pays          | Club                 |
| ----- | --------------- | ------------- | -------------------- |
| 1999  | Sun Wen         | Chine         | Shanghai SVA         |
| 2003  | Bai Jie         | Chine         | Washington Freedom   |
| 2004  | Homare Sawa     | Japon         | NTV Beleza           |
| 2005  | Natsuko Hara    | Japon         | NTV Beleza           |
| 2006  | Ma Xiaoxu       | Chine         | Dalian Shide         |
| 2007  | Ri Kum-suk      | Corée du Nord | 4.25 SC              |
| 2008  | Homare Sawa     | Japon         | NTV Beleza           |
| 2010  | Kate Gill       | Australie     | Perth Glory          |
| 2011  | Aya Miyama      | Japon         | Okayama Yunogo Belle |
| 2012  | Aya Miyama      | Japon         | Okayama Yunogo Belle |
| 2013  | Ji So-yun       | Corée du Sud  | INAC Kobe Leonessa   |
| 2014  | Katrina Gorry   | Australie     | Kansas City          |
| 2015  | Aya Miyama      | Japon         | Okayama Yunogo Belle |
| 2016  | Caitlin Foord   | Australie     | Sydney FC            |
| 2017  | Sam Kerr        | Australie     | Sky Blue             |
| 2018  | Wang Shuang     | Chine         | Paris Saint-Germain  |
| 2019  | Saki Kumagai    | Japon         | Olympique lyonnais   |
| 2020  | Ellie Carpenter | Australie     | Olympique lyonnais   |

| Pays          | Nombre de titres |
| ------------- | ---------------- |
| Japon         | 7                |
| Australie     | 5                |
| Chine         | 4                |
| Corée du Nord | 1                |
| Corée du Sud  | 1                |

## Source
- (en) Cet article est partiellement ou en totalité issu de l’article de Wikipédia en anglais intitulé « Asian Footballer of the Year » (voir la liste des auteurs).